# Anthony Cox
Anthony D. "Tony" Cox é um produtor de cinema e promotor de arte, que foi casado com Yoko Ono.
Cox conheceu Yoko Ono em 1961, depois que ele viu alguns de seus trabalhos de arte em uma antologia, em Tóquio . Se casaram em 28 de novembro de 1962. O casamento foi anulado em 1 de março de 1963 (motivo desconhecido), mas eles voltariam a se casar em 6 de junho do mesmo ano. Sua filha, Kyoko Chan Cox, nasceu 8 de agosto de 1963. Cox dedicava-se em tempo integral à Kyoko, enquanto Ono continuava trabalhando com arte, colaborando com artistas conceituais .
O casamento se desfez algum tempo depois de 1966, quando Yoko conheceu John Lennon em uma sua mostra de arte. Oficialmente Cox e Ono divorciaram em 2 de fevereiro de 1969. Depois de uma batalha jurídica, Ono ganhou a custódia permanente de Kyoko. No entanto, em 1971, Cox, que se juntou a um grupo religioso conhecido como a Igreja da Palavra Viva ou "The Walk" (A Caminhada), depois de seu divórcio de Ono, desapareceu com Kyoko, em violação a ordem de custódia. Ele deixou a "The Walk" depois de alguns anos. Em 1978, Cox e Kyoko foram para a comunidade de Chicago "Jesus People USA" (Povo de Jesus dos Estados Unidos). Ele contatou Yoko Ono após a morte de Lennon, em 1980 . Mais tarde, Yoko Ono concordou em não mais tentar localizar Kyoko. Kyoko finalmente fez contato com Yoko Ono em 1994 .
Em 1985, Cox expôs suas experiências com os Lennon, a Igreja da Palavra Viva (A Caminhada) e sua vida em fuga em um documentário autobiográfico intitulado "Glória Vã" (Vain Glory) .